# Sénat des Samoa américaines
Le Sénat des Samoa américaines (en anglais : American Samoa Senate) est la chambre haute du Fono, le parlement bicaméral des Samoa américaines, un territoire non incorporé et non organisé des États-Unis.

## Composition
Le Sénat des Samoa américaines est doté de 18 sièges pourvus pour quatre ans au scrutin majoritaire indirect par les conseillers des comtés, parmi les membres de la noblesse. Il s'agit de la seule chambre des états et territoires des États-Unis à ne pas être élue au suffrage universel direct,.

## Compléments